# Atlantocis
Atlantocis là một chi bọ cánh cứng nấm cây trong họ Ciidae.

## Các loài
- Atlantocis canariensis Israelson, 1985
- Atlantocis gillerforsi Israelson, 1985
- Atlantocis lauri Wollaston, 1854